# Kubuna
Kubuna ist eine der drei Konföderationen (Kubuna, Burebasaga & Tovata), aus denen sich Fidschis House of Chiefs (Matanitu) zusammensetzt. Alle der Ratu (Häuptling, Chief) gehören zu jeweils einer der drei Konföderationen.

## Zusammensetzung
Die Kubuna-Konföderation besteht aus den Häuptlingen der Provinzen von Tailevu, Naitasiri, Lomaiviti, sowie aus einigen Häuptlingen der Westlichen Provinzen Ba und Ra (Western Division). Kubuna hat sein Machtzentrum somit im nördlichen Teil von Fidschis Central Division.
Im Allgemeinen decken sich die Grenzen der Konföderationen mit den Grenzen der Provinzen. Nur Ba und Ra teilen sich zwischen den Konföderationen Kubuna und Burebasaga auf. Dies hat jedoch keinen Einfluss auf die Verwaltung, da Konföderationen und Provinzen verschiedene Rollen erfüllen. Während die Konföderationen mehr über die (Familien-)Beziehungen der Chiefs und Clans aussagen, sind die Provinzen formale politische Einheiten.
Der Hauptort der Konföderation ist die Insel Bau in Tailevu.

## Häuptlingstitel
Der führende Häuptling der Kubuna-Konföderation ist gewöhnlich als höchster Häuptling in Fidschi anerkannt mit dem Titel Vunivalu von Bau. Dieser Titel wurde jedoch seit dem Tod von Ratu Sir George Cakobau nicht mehr vergeben. Cakobau war bis 1989 Governor General. Die Nachfolge ist nicht notwendig an eine direkte Erbfolge gebunden, auch wenn dabei ein Element die Erblichkeit ist. Momentan gibt es drei mögliche, wählbare Nachfolger: Ratu George Cakobau, Jr., seinen Bruder Ratu Epenisa Cakobau, Sowie ihren Cousin Ratu George Kadavulevu Naulivou. Man geht davon aus, dass Clan-Politik ein Teil der Begründung ist, warum bisher keiner der Kandidaten benannt wurde. Die Nominierung von Ratu George Kadavulevu Naulivou ist wohl dadurch unmöglich, dass sein Vater ein uneheliches Kind gewesen war. Ein weiterer möglicher Kandidat ist Fidschis ehemaliger Präsident Ratu Epeli Nailatikau; allerdings gilt auch er als unwählbar, da er durch mütterliche Abstammung ein Nachfahre von Ratu Edward Tuivanuavou Tugi Cakobau ist, einem unehelichen Sohn von Cakobaus Großenkelin Adi Litia Cakobau, die eine Beziehung mit dem damals verheirateten König George Tupou II. von Tonga eingegangen war.
Ein weiterer hochrangiger Häuptlingstitel von Kubuna ist Roko Tui Bau, der zuletzt von Ratu Joni Madraiwiwi geführt wurde, dem ehemaligen Vice-President of Fiji, welcher 2016 verstarb. Nach den Unterlagen des Great Council of Chiefs, welches unter anderem auch als electoral college fungiert um den Präsidenten von Fidschi und den Vice-President zu wählen, wurde Madraiwiwi gewählt, da derzeit der Präsident Ratu Josefa Iloilo der Burebasaga-Konföderation angehörte und sein Vorgänger, Ratu Sir Kamisese Mara der Tovata angehört hatte. Der neue Vice-President sollte demnach aufgrund einer gewissen Rotation Kubuna angehören.
Am 6. Dezember 2006 wurde er jedoch im Verlauf des 2006 Fijian coup d’état aus dem Amt Gejagt durch den Anführer Ratu Voreqe Bainimarama. Das Amt des Vice-President wurde seither nicht mehr besetzt.